# Conrad von Blixen
Conrad Christoffer von Blixen, född 22 juli 1716 på Klein Zastrow i Dersekows socken, död där 2 april 1787, var en svensk friherre och militär.
Conrad von Blixen var son till överstelöjtnant Conrad Christoffer von Blixen och Elisabet Sofia von Flotow. Han blev volontär vid svenska livgardet 1730, furir där 1731, förare samma år, sergeant 1732, löjtnant vid konung Stanislai i Polens livgarde till fot 1733, kapten där 1734, livdrabant 1737 och vice korpral vid livdrabantkåren 1742. Blixen blev 1747 kapten vid drottningens livregemente, major där samma år och överstelöjtnant 1755. Tillsammans med brodern Hans Gustaf von Blixen blev han 1756 naturaliserad och introducerad på sin släkting Fredrik August von Blixens adliga nummer. Han blev 1764 överste i armén med tur från 1761 och generaladjutant samma år. Blixen var överste och chef för Jämtlands regemente 1765–1766, därefter för Tavastehus läns infanteriregemente under ett par veckor innan han genom byte blev chef för "Blixens" värvade garnisonsregemente i Stralsund. Han blev friherre 1772 och generalmajor samma år, generallöjtnant 1776 och erhöll avsked med pension 1779.
Conrad von Blixen blev riddare av Svärdsorden 1748 och kommendör av Svärdsorden 1772. Han var ägare till godsen Klein-Zastrow och Zestelin i Pommern samt Näsbyholms slott i Sverige. Han deltog i ett flertal strider och blev många gånger sårad, en gång mycket illa i huvudet.